# Hanley, Saskatchewan
Hanley är en ort i Kanada.   Den ligger i provinsen Saskatchewan, i den centrala delen av landet, 2 300 km väster om huvudstaden Ottawa. Hanley ligger 592 meter över havet och antalet invånare är 522.
Terrängen runt Hanley är platt. Trakten runt Hanley är nära nog obefolkad, med mindre än två invånare per kvadratkilometer.. 
Trakten runt Hanley består till största delen av jordbruksmark.